# Schizocosa
Schizocosa Chamberlin, 1904 è un genere di ragni appartenente alla famiglia Lycosidae.

## Distribuzione
L'areale di questo genere spazia in tutti i continenti ad eccezione dell'Europa e dell'Oceania: le specie più diffuse sono la S. avida, la S. ocreata e la s. saltatrix reperite in varie località dell'intero Nordamerica.

## Tassonomia
Gli ex-generi Avicosa Chamberlin & Ivie, 1942 e Epihogna Roewer, 1960 sono stati posti in sinonimia con Schizocosa Chamberlin, 1904 a seguito di un lavoro degli aracnologi Dondale & Redner, 1978a.
Non sono stati esaminati esemplari di questo genere dal 2012.
Attualmente, a dicembre 2021, si compone di 58 specie:
1. Schizocosa altamontis (Chamberlin, 1916) — Perù
2. Schizocosa arua (Strand, 1911) — Isole Aru (Indonesia)
3. Schizocosa astuta (Roewer, 1959) — Tanzania
4. Schizocosa aulonia Dondale, 1969 — USA
5. Schizocosa avida (Walckenaer, 1837) — America settentrionale
6. Schizocosa bilineata (Emerton, 1885) — USA, Canada
7. Schizocosa cecili (Pocock, 1901) — Zimbabwe
8. Schizocosa ceratiola (Gertsch & Wallace, 1935) — USA
9. Schizocosa cespitum Dondale & Redner, 1978 — Canada
10. Schizocosa chelifasciata (Mello-Leitão, 1943) — Brasile
11. Schizocosa chiricahua Dondale & Redner, 1978 — USA
12. Schizocosa communis (Emerton, 1885) — USA, Canada
13. Schizocosa concolor (Caporiacco, 1935) — Karakorum
14. Schizocosa conspicua (Roewer, 1959) — Ruanda
15. Schizocosa cotabatoana Barrion & Litsinger, 1995 — Filippine
16. Schizocosa crassipalpata Roewer, 1951 — USA, Canada
17. Schizocosa crassipes Walckenaer, 1837 — USA
18. Schizocosa darlingi (Pocock, 1898) — Africa meridionale
19. Schizocosa duplex Chamberlin, 1925 — USA
20. Schizocosa ehni (Lessert, 1933) — Angola
21. Schizocosa floridana Bryant, 1934 — USA
22. Schizocosa fragilis (Thorell, 1890) — Sumatra (Indonesia)
23. Schizocosa hebes (O. Pickard-Cambridge, 1885) — Yarkand (Cina)
24. Schizocosa hewitti (Lessert, 1915) — Africa orientale
25. Schizocosa humilis (Banks, 1892) — USA, Canada
26. Schizocosa incerta (Bryant, 1934 — USA
27. Schizocosa interjecta (Roewer, 1959) — Tanzania
28. Schizocosa malitiosa (Tullgren, 1905) — Bolivia, Argentina, Uruguay
29. Schizocosa maxima Dondale & Redner, 1978 — USA
30. Schizocosa mccooki (Montgomery, 1904) — Canada, USA, Messico
31. Schizocosa mimula (Gertsch, 1934) — USA, Messico
32. Schizocosa minahassae (Merian, 1911) — Celebes (Indonesia)
33. Schizocosa minnesotensis (Gertsch, 1934) — USA, Canada
34. Schizocosa minor (Lessert, 1926) — Africa orientale
35. Schizocosa obscoena (Rainbow, 1899) — Vanuatu
36. Schizocosa ocreata (Hentz, 1844)[2] — America settentrionale
37. Schizocosa parricida Karsch, 1881 — Cina
38. Schizocosa perplexa Bryant, 1936 — USA
39. Schizocosa pilipes (Karsch, 1879) — Africa centrale e occidentale
40. Schizocosa proletaria (Tullgren, 1905) — Bolivia, Argentina
41. Schizocosa puebla Chamberlin, 1925 — USA
42. Schizocosa retrorsa Banks, 1911 — USA, Messico
43. Schizocosa rovneri Uetz & Dondale, 1979 — USA
44. Schizocosa rubiginea (O. Pickard-Cambridge, 1885) — Yarkand (Cina)
45. Schizocosa salara (Roewer, 1960) — Afghanistan
46. Schizocosa salsa Barnes, 1953 — USA
47. Schizocosa saltatrix (Hentz, 1844) — America settentrionale
48. Schizocosa segregata Gertsch & Wallace, 1937 — USA
49. Schizocosa semiargentea (Simon, 1898) — Perù
50. Schizocosa serranoi (Mello-Leitão, 1941) — Brasile, Argentina
51. Schizocosa stridulans Stratton, 1984 — USA
52. Schizocosa subpersonata (Simon, 1910) — Namibia, Sudafrica
53. Schizocosa tamae (Gertsch & Davis, 1940) — Messico
54. Schizocosa tenera (Karsch, 1879) — Africa occidentale e centrale
55. Schizocosa tristani (Banks, 1909) — Costarica, Panama
56. Schizocosa uetzi Stratton, 1997 — USA
57. Schizocosa venusta (Roewer, 1959) — Tanzania
58. Schizocosa vulpecula (L. Koch, 1865) — isola Wallis

### Sinonimi
1. Schizocosa charonoides (Montgomery, 1902); posta in sinonimia con S. ocreata (Hentz, 1844) a seguito di un lavoro degli aracnologi Dondale & Redner, 1978a[1].
2. Schizocosa coahuilana (Gertsch & Davis, 1940); posta in sinonimia con S. mimula (Gertsch, 1934) a seguito di un lavoro degli aracnologi Dondale & Redner, 1978a[1].
3. Schizocosa episima (Chamberlin, 1924); posta in sinonimia con S. humilis (Banks, 1892) a seguito di un lavoro degli aracnologi Dondale & Redner, 1978a[1].
4. Schizocosa heasmani Dondale, 1969; posta in sinonimia con S. communis (Emerton, 1885) a seguito di un lavoro degli aracnologi Dondale & Redner, 1978a[1].
5. Schizocosa pacifica (Banks, 1904); posta in sinonimia con S. mccooki (Montgomery, 1904) a seguito di un lavoro degli aracnologi Dondale & Redner, 1978a[1].
6. Schizocosa tusapa (Chamberlin, 1925); posta in sinonimia con S. mccooki (Montgomery, 1904) a seguito di un lavoro degli aracnologi Dondale & Redner, 1990[1].
7. Schizocosa wasatchensis Chamberlin & Ivie, 1942; posta in sinonimia con S. mccooki (Montgomery, 1904) a seguito di un lavoro degli aracnologi Dondale & Redner, 1978a[1].

### Nomina dubia
1. Schizocosa algerica Roewer, 1951; descritta originariamente in Tarentula, denominazione modificata per Lycosa erratica Lucas, 1846, esemplare femminile reperito in Algeria, in quanto già utilizzata da Hentz nel 1844, trasferita in questo genere da Roewer, 1955c); ritenuto nomen dubium a seguito di un lavoro dello stesso Roewer (1959b)[1].
2. Schizocosa heterura Simon, 1900c; esemplare juvenile rinvenuto in Cile e in origine posto nel genere Lycosa; trasferito al genere Cynosa e poi a Schizocosa a seguito di un lavoro di Roewer (1955c); è da ritenersi nomen dubium a seguito di un lavoro di Casanueva del 1980[1].